# Diócesis de Xiangyang
La diócesis de Xiangyang o de Siangyang (en latín: Dioecesis Siamiamensis y en chino: 天主教襄阳教区) es una circunscripción eclesiástica de la Iglesia católica en China. Se trata de una diócesis latina, sufragánea de la arquidiócesis de Hankou. Desde 1974 es sede vacante. La Asociación Patriótica Católica China la fusionó en 2000 con la diócesis de Laohekou y con la diócesis patriótica de Suizhou (fue la prefectura apostólica de Suixian hasta año desconocido), para erigir la diócesis de Xiangfan, sin asentimiento de la Santa Sede.

## Territorio y organización
La diócesis tiene 30 000 km² y extiende su jurisdicción sobre los fieles católicos de rito latino residentes en parte de la provincia de Hubei.
La sede de la diócesis se encuentra en la ciudad prefectura de Xiangyang (llamada Xiangfan desde 1950 hasta 2010), en donde se halla la Catedral del Santo Rosario.
En 1950 en la diócesis existían 14 parroquias.

## Historia
La prefectura apostólica de Xiangyang fue erigida el 25 de mayo de 1936 con la bula Sollicito studio del papa Pío XI, obteniendo el territorio del vicariato apostólico de Laohekou (hoy diócesis de Laohekou).
El 10 de mayo de 1951 la prefectura apostólica fue elevada al rango de diócesis con la bula Nihil refugit del papa Pío XII.
El 10 de enero de 1949 el Partido Comunista de China capturó Xiangyang, se impuso en la guerra civil y proclamó la República Popular China el 1 de octubre de 1949. El 4 de septiembre de 1951 China comunista expulsó al nuncio apostólico Antonio Riberi y la Santa Sede continuó reconociendo a la República de China en Taiwán como el legítimo gobierno chino. Todos los misioneros extranjeros fueron expulsados de China comunista en 1952.
La Asociación Patriótica Católica China fue creada con el apoyo de la Oficina de Asuntos Religiosos de la República Popular de China en 1957, con el objetivo de controlar las actividades de los católicos en China. Su nombre público es Iglesia católica china y es referida como la "Iglesia oficial" en contraposición a la "Iglesia subterránea" o "Iglesia clandestina" leal a la Santa Sede.
En el período de 1966 a 1976 la Revolución Cultural se ensañó especialmente contra la religión, destruyéndose numerosas iglesias y cesaron todas las actividades religiosas en la diócesis. La diócesis reasumió sus actividades en la década de 1980.
La Asociación Patriótica Católica China la fusionó en 2000 la diócesis de Laohekou con la diócesis de Xiangyang y con la diócesis patriótica de Suizhou (que fue la prefectura apostólica de Suixian hasta año desconocido), para erigir la diócesis de Xiangfan, sin asentimiento de la Santa Sede.
El 22 de septiembre de 2018 se firmó en Pekín el Acuerdo provisional entre la Santa Sede y la República Popular de China sobre el nombramiento de los obispos. El 22 de octubre de 2020 el acuerdo fue prorrogado por otros dos años y en octubre de 2022 por otros dos años más. La oficialización de Jin Yangke como obispo de Ningbo (en el marco del acuerdo de 2018 entre China y la Santa Sede) llegó el 18 de agosto de 2020.
Debido a la situación particular de la Iglesia católica en China, la Santa Sede no nombra obispos para las diócesis chinas, que son sedes oficialmente vacantes incluso en presencia de obispos reconocidos por Roma.

## Estadísticas
Según el Anuario Pontificio 1951 la diócesis tenía a fines de 1950 un total de 20 445 fieles bautizados.
| Año                                                                             | Población            | Población | Población      | Sacerdotes | Sacerdotes    | Sacerdotes    | Bautizados por sacerdote | Diáconos permanentes | Religiosos | Religiosos | Parroquias |
| Año                                                                             | Bautizados católicos | Total     | % de católicos | Total      | Clero secular | Clero regular | Bautizados por sacerdote | Diáconos permanentes | Varones    | Mujeres    | Parroquias |
| ------------------------------------------------------------------------------- | -------------------- | --------- | -------------- | ---------- | ------------- | ------------- | ------------------------ | -------------------- | ---------- | ---------- | ---------- |
| 1950                                                                            | 20 184               | 1 163 824 | 1.7            | 21         | 19            | 2             | 961                      |                      | 2          | 34         | 13         |
| Fuente: Catholic-Hierarchy, que a su vez toma los datos del Anuario Pontificio. |                      |           |                |            |               |               |                          |                      |            |            |            |

## Episcopologio
- Francis Yi Hsüan-hua † (25 de mayo de 1936-1974 falleció)